# Louis Bonnet (homme politique, 1815-1892)
Pour les articles homonymes, voir Louis Bonnet et Bonnet.
Louis Bonnet, né le 6 octobre 1815 à Jujurieux (Ain) et mort le 26 novembre 1892 à Jujurieux, est un homme politique français.
Médecin, il est conseiller général du canton de Poncin, et sénateur de l'Ain de 1876 à 1885, siégeant au centre gauche.

## Source
- « Louis Bonnet (homme politique, 1815-1892) », dans Adolphe Robert et Gaston Cougny, Dictionnaire des parlementaires français, Edgar Bourloton, 1889-1891 [détail de l’édition]